# Edward King
Edward King (Irlanda, 1610 – Mare d'Irlanda, 10 agosto 1637) è stato un poeta inglese.

## Biografia
Edward King nacque in Irlanda nel 1610, figlio di Sir John King, un aristocratico dello Yorkshire. Il 9 giugno 1627 venne ammesso al Christ's College dell'Università di Cambridge e dopo quattro anni di studi venne eletto fellow dell'università. A Cambridge conobbe John Milton, di due anni più maturo, e tra i due si instaurò una certa amicizia, pur essendo rivali per la fellowship. Edward King avrebbe dovuto prendere i voti per diventare sacerdote, ma naufragò vicino al Galles mentre si recava in Irlanda per visitare la famiglia.
L'attività poetica di Edward King era tenuta in gran considerazione dai suoi contemporanei e diverse sue poesie in latino furono raccolte in antologie a Cambridge. La morte prematura di King turbò profondamente Milton e gli fu d'ispirazione per la sua poesia pastorale Lycidas, scritta poco dopo la morte dell'amico nel 1637. Anche il poeta John Cleveland commemorò in versi la morte di King con la poesia On The Memory of Mr. Edward King, Drown'D In The Irish Seas.